# Perico (Argentine)
Pour les articles homonymes, voir Perico.
Ciudad Perico est une ville de la province de Jujuy en Argentine. Elle se trouve au nord-ouest du département d'El Carmen, à 35 km de la capitale provinciale San Salvador de Jujuy, dans la vallée du río Perico. Celui-ci coule à quelques kilomètres au nord de la ville, c'est-à-dire à une dizaine de kilomètres de son confluent avec le río Grande de Jujuy.

## Population
Ciudad Perico comptait 36.320 habitants en 2001, soit une hausse fort appréciable de 41,1 % par rapport aux 25 749 habitants recensés 10 ans plus tôt en 1991. Cela en fait la quatrième agglomération la plus peuplée de la province.